# Alta tingrett

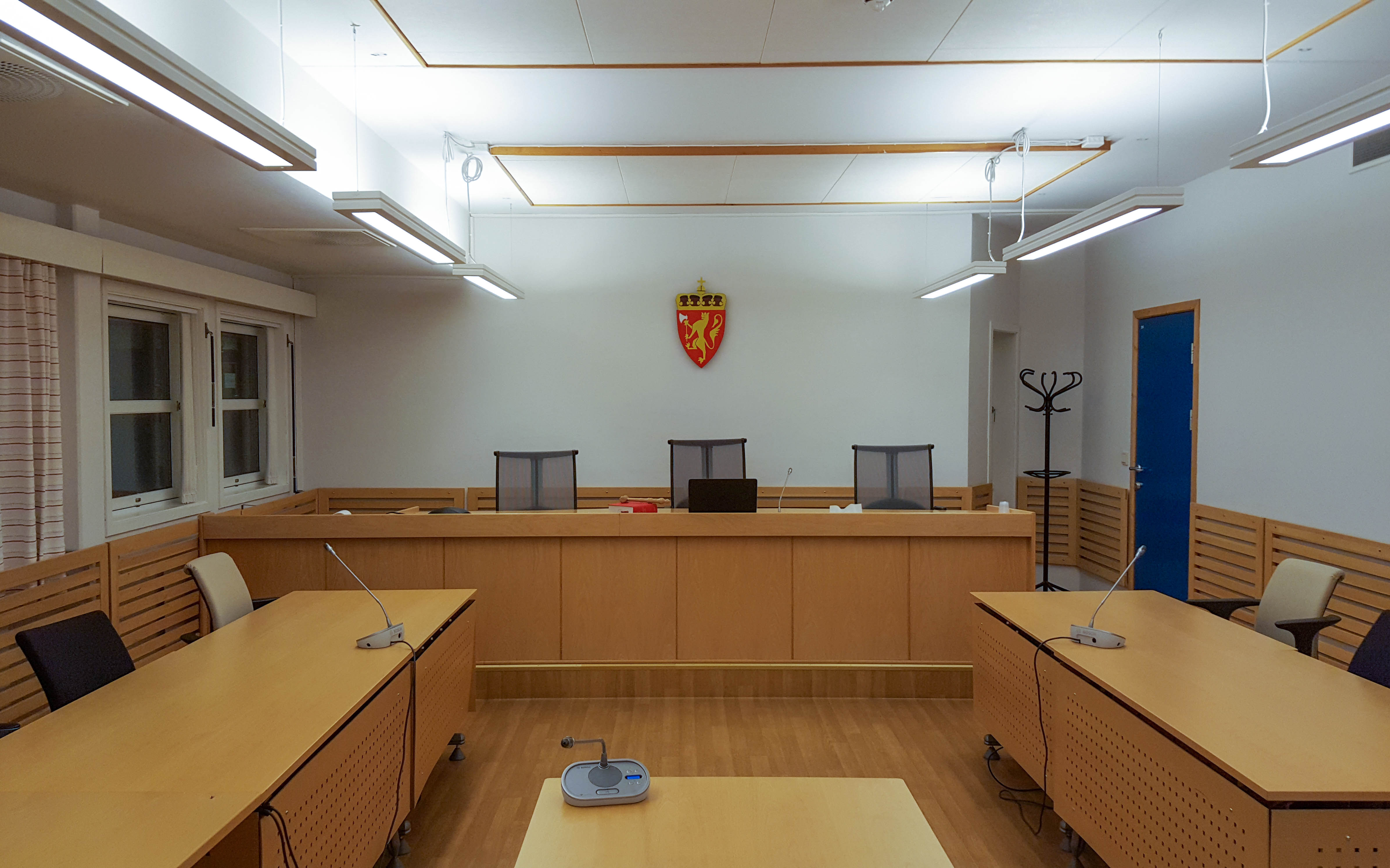
zittingszaal in Alta

Alta tingrett is een tingrett (kantongerecht) in de Noorse fylke Finnmark. Het gerecht is gevestigd in Alta. Het gerechtsgebied  omvat de gemeenten Alta en Loppa. Het gerecht maakt deel uit van het ressort van Hålogaland lagmannsrett. In zaken waarbij beroep is ingesteld tegen een uitspraak van Alta zal de zitting van het lagmannsrett meestal worden gehouden in Alta.